# پایین محله قاسم‌آباد
پایین محله قاسم‌آباد، روستایی از توابع بخش چابکسر شهرستان رودسر در استان گیلان ایران است.

## جمعیت
این روستا در دهستان اوشیان قرار دارد و براساس سرشماری مرکز آمار ایران در سال ۱۳۸۵، جمعیت آن ۴۸۷ نفر (۱۳۸خانوار) بوده‌است.